# ゴーフォーワンド
ゴーフォーワンド (Go for Wand) はアメリカ合衆国の競走馬。1989年エクリプス賞最優秀2歳牝馬、1990年エクリプス賞最優秀3歳牝馬。1996年アメリカ競馬の殿堂入り。ブラッド・ホース誌が選ぶ20世紀のアメリカ名馬100選第72位。
ラストランであったブリーダーズカップ・ディスタフをのぞけば生涯の連対率は100パーセントという安定感を誇り、ラフィアンの再来と言われた。

## 競走成績
デビュー戦を4馬身差で楽勝すると続くアローワンスを18と4分の1馬身差の大圧勝で一気に注目を集める。しかし、G1初挑戦となったフリゼットステークスは僅差で惜敗してしまった。だが、次走のブリーダーズカップ・ジュヴェナイルフィリーズではきっちり巻き返し、その年の2歳牝馬チャンピオンに選ばれた。
3歳初戦のボーモントステークス、続くアッシュランドステークスを共に圧勝しケンタッキーオークスの最有力候補として本番に挑む。が、シーサイドアトラクションに3馬身離された2着と惨敗してしまう。しかしそこからゴーフォーワンドは復活し、G1を5連勝し再びその強さをアメリカのホースマンに見せ付けた。
こうして迎えたブリーダーズカップ・ディスタフでは堂々の1番人気に推される。しかし、最後の直線、残り半ハロンを前にして故障を発生し落馬、予後不良となってしまい、再来と言われたラフィアンと同じような末路を辿ってしまう事になった（両馬ともベルモントパーク競馬場で故障した）。騎乗していたランディー・ロメロは骨盤及び肋骨骨折の重傷を負った。このレースはブリーダーズカップ史上最大の悲劇として今でも語り継がれている。その年、ゴーフォーワンドは3歳牝馬チャンピオンに選ばれた。

## 年度別競走成績
- 1989年（4戦3勝）
  - ブリーダーズカップ・ジュヴェナイルフィリーズ (G1)
- 1990年（9戦7勝）
  - アッシュランドステークス (G1) 、マザーグースステークス (G1) 、テストステークス (G1) 、アラバマステークス (G1) 、マスケットステークス (G1) 、ベルデイムステークス (G1) 、ボーモントステークス (G3)

## 特記事項
本馬を記念して、アメリカのサラトガ競馬場でゴーフォーワンドハンデキャップというG2競走が行われている。

## 血統表
| ゴーフォーワンドの血統（デピュティミニスター系（ヴァイスリージェント系） / Nearco 5x5=6.25%） | ゴーフォーワンドの血統（デピュティミニスター系（ヴァイスリージェント系） / Nearco 5x5=6.25%） | ゴーフォーワンドの血統（デピュティミニスター系（ヴァイスリージェント系） / Nearco 5x5=6.25%） | （血統表の出典） | （血統表の出典） |
| 父 Deputy Minister 1979 黒鹿毛 カナダ                                                         | 父の父Vice Regent 1967 栗毛 カナダ                                                            | Northern Dancer                                                                               | Nearctic         | Nearctic         |
| 父 Deputy Minister 1979 黒鹿毛 カナダ                                                         | 父の父Vice Regent 1967 栗毛 カナダ                                                            | Northern Dancer                                                                               | Natalma          |                  |
| 父 Deputy Minister 1979 黒鹿毛 カナダ                                                         | 父の父Vice Regent 1967 栗毛 カナダ                                                            | Victoria Regina                                                                               | Menetrier        | Menetrier        |
| 父 Deputy Minister 1979 黒鹿毛 カナダ                                                         | 父の父Vice Regent 1967 栗毛 カナダ                                                            | Victoria Regina                                                                               | Victoriana       |                  |
| 父 Deputy Minister 1979 黒鹿毛 カナダ                                                         | 父の母Mint Copy 1970 黒鹿毛 カナダ                                                            | Bunty's Flight                                                                                | Bunty Lawless    | Bunty Lawless    |
| 父 Deputy Minister 1979 黒鹿毛 カナダ                                                         | 父の母Mint Copy 1970 黒鹿毛 カナダ                                                            | Bunty's Flight                                                                                | Broomflight      |                  |
| 父 Deputy Minister 1979 黒鹿毛 カナダ                                                         | 父の母Mint Copy 1970 黒鹿毛 カナダ                                                            | Shakney                                                                                       | Jabneh           | Jabneh           |
| 父 Deputy Minister 1979 黒鹿毛 カナダ                                                         | 父の母Mint Copy 1970 黒鹿毛 カナダ                                                            | Shakney                                                                                       | Grass Shack      |                  |
| 母 Obeah 1965 鹿毛 アメリカ                                                                   | 母の父Cyane 1959 鹿毛 アメリカ                                                                | Turn-To                                                                                       | Royal Charger    | Royal Charger    |
| 母 Obeah 1965 鹿毛 アメリカ                                                                   | 母の父Cyane 1959 鹿毛 アメリカ                                                                | Turn-To                                                                                       | Source Sucree    |                  |
| 母 Obeah 1965 鹿毛 アメリカ                                                                   | 母の父Cyane 1959 鹿毛 アメリカ                                                                | Your Game                                                                                     | Beau Pere        | Beau Pere        |
| 母 Obeah 1965 鹿毛 アメリカ                                                                   | 母の父Cyane 1959 鹿毛 アメリカ                                                                | Your Game                                                                                     | Winkle           |                  |
| 母 Obeah 1965 鹿毛 アメリカ                                                                   | 母の母Book of Verse 1956 鹿毛 アメリカ                                                        | One Count                                                                                     | Count Fleet      | Count Fleet      |
| 母 Obeah 1965 鹿毛 アメリカ                                                                   | 母の母Book of Verse 1956 鹿毛 アメリカ                                                        | One Count                                                                                     | Ace Card         |                  |
| 母 Obeah 1965 鹿毛 アメリカ                                                                   | 母の母Book of Verse 1956 鹿毛 アメリカ                                                        | Persian Maid                                                                                  | Tehran           | Tehran           |
| 母 Obeah 1965 鹿毛 アメリカ                                                                   | 母の母Book of Verse 1956 鹿毛 アメリカ                                                        | Persian Maid                                                                                  | Aroma F-No.2-f   |                  |

- 半姉*アサーテインの曾孫にブローザホーン（宝塚記念）がいる。その他近親の詳細はフェオラ#その他の近親を参照。